# Brit Bennett
Brit Bennett (Oceanside, Califòrnia, 1990) és una escriptora afroamericana que viu a Los Angeles. La seva primera novel·la, The Mothers, ha estat considerada com un best-seller per New York Times. S'han editat 73 edicions de 7 obres en 7 llengües diferents.

## Vida
Bennett va créixer a Califòrnia del sud i va estudiar un grau d'universitari en anglès a la Universitat Stanford. Va estudiar un Master en Arts a la Universitat de Michigan. També ha estudiat a la Universitat d'Oxford.

## Carrera
Quan estava estudiant el seu màster a Michigan, Bennet va escriure un assaig per la pàgina web Jezebel, "I Don't Know What to Do With Good White People" que va esdevenir molt important i que en tres dies va aconseguir més d'un milió de visites. A més a més, en aquesta època també va guanyar un Premi Hopwood per un conte de ficció i el 2014 va guanyar un Premi Hurston/Wright per escriptors de la universitat.
A partir de llavors, ha publicat altres assajos com una història de les nines negres titulat "Addy Walker, American Girl" per Paris Review, una revisió del llibre de Ta-Nehisi Coates, Between the World and Me pel The New Yorker.

### The Mothers
El 2016, l'editorial Riverhead Books va publicar la seva primera novel·la, The Mothers, que va ser aclamada per la crítica. The New York Times va dir que The Mothers havia estat "un dels debuts literaris més importants, amb una impressió inicial de 108,000 còpies i crítiques a Booklist, Library Journal i Publishers Weeklyt." La National Book Foundation la va situar en el cinquè lloc de les millors novel·listes debutants. El març de 2017 es va informar que la Warner Bros havia adquirit els drets de la novel·la per a fer-ne una pel·lícula produïda per Kerry Washington. L'obra va guanyar el premi de la revista francesa Lire a la millor novel·la estrangera de l'any.

### La meitat evanescent
La meitat evanescent (Periscopi, 2021) és la primera obra de Bennett que es publica en català, ha estat nominada al National Book Award i ha estat considerada un dels llibres de l'any pels principals mitjans nord-americans. Ha sigut traduïda al català per Marc Rubió (Barcelona, 1968), qui també ha traduït obres d'autors com Paul Auster, George Orwell, John le Carré, Salman Rushdie, Maggie O’Farrell, George Steiner i Yuval Noah Harari.

## Premis i reconeixements
- 2017 - Premi de la revista Lire a la millor novel·la estrangera per The Mothers

- 2017- 5 under 35 de la National Book Foundation[12]